# Konventionen om minimiålder för tillträde till arbete
Konventionen om minimiålder för tillträde till arbete (ILO:s konvention nr 138 om minimiålder för tillträde till arbete, Minimum Age Convention) är en konvention som antogs i Genève i Schweiz av Internationella arbetsorganisationen (ILO) den 26 juni 1973. Konventionen bestämmer att personer under 15 år inte ska anses vara arbetsföra. För lättare arbeten är åldern 13 år och för farliga arbeten 18 år. Alla personer under 18 år räknas som barn. Den är en av ILO:s åtta kärnkonventioner.
I juli 2014 hade 167 av ILO:s 183 medlemsstater ratificerat konventionen. Konventionen är en del av FN:s arbete med att utrota barnarbete till år 2016.